# Ключ 77
Ключ 77 (трад. и упр. 止, 龰) — ключ Канси со значением «стоп»; один из 34, состоящих из четырёх штрихов.
В словаре Канси есть 99 символов (из 49 030), которые можно найти c этим радикалом.

## История
Древняя идеограмма изображала след человеческой ноги рядом с линией, символизирующей поверхность земли.
В современном языке иероглиф имеет значения: «стоять, останавливаться, задерживаться», «воздерживаться, прекращать, обрывать», «остановка, предел, граница» и др.
В качестве ключевого знака иероглиф используется редко.

Вид в Цзиньвэнь
Вид в Цзягувэнь
Вид в Цзянбо
Вид в большой печати Чжуаньшу
Вид в малой печати Чжуаньшу

В словарях находится под номером 77.

## Примеры иероглифов
| Доп. штрихи | Иероглифы         |
| ----------- | ----------------- |
| 0           | 止 龰             |
| 1           | 正                |
| 2           | 㱏 此             |
| 3           | 㱐 㱑 步          |
| 4           | 武 歧 歨 歩       |
| 5           | 㱒 㱓 㱔 歪 歫    |
| 6           | 歬 歭 𣥱          |
| 8           | 㱕 㱖 歮 歯 𣦆    |
| 9           | 歰 歱 歲 歳 𣦍 𣦎 |
| 10          | 㱗 歴 𣦓          |
| 11          | 歵 歶 𣦛          |
| 12          | 歷                |
| 14          | 㱘 歸             |
| 17          | 𣦮                |
| 18          | 𣦰                |